# Stéphane Kurc
Stéphane Kurc est un réalisateur et scénariste français, né le 15 juin 1945 à Kherson, en RSS d'Ukraine (Union soviétique).

## Filmographie

### Comme réalisateur
- 1980 : L'Œil du Maître
- 1985 : Le Génie du faux
- 1986 : Chère canaille
- 1988 : Un cœur de marbre
- 1995 : Anne Le Guen : Madame la Conseillère
- 1999 : L'Homme de ma vie
- 1999 : Julie Lescaut (épisode "les surdoués")
- 2001 : Les Alizés
- 2004 : Docteur Dassin, généraliste (série télévisée)
- 2008 : Terre de lumière (série TV de quatre épisodes)
- 2005 : Le Triporteur de Belleville
- 2012 : J'adore ma vie

### Comme scénariste
- 1980 : L'Œil du maître
- 1999 : L'Homme de ma vie
- 2008 : De nouvelles vies